# Überakademisierung
Überakademisierung ist ein teils analytisch, teils polemisch verwendeter Begriff, der die Ausbildung eines zu hohen Anteils von Absolventen des tertiären Bildungsbereichs über den geschätzten oder postulierten Bedarf hinaus bezeichnet. Eine in den 2010ern postulierte Variante der These von der Überakademisierung junger Menschen in Deutschland lautet: „Wir haben weitaus mehr Studierende als Arbeitsplätze, die zwingend von Akademikern besetzt werden müssen.“ Von einer Überakademisierung wird auch mit kritischer Absicht gesprochen, wenn ein abgeschlossenes Studium zur Eingangsvoraussetzung für ein ganzes bisher nicht akademisiertes Berufsfeld wird oder werden soll.
Das ungefähre Äquivalent für diesen Begriff in den angelsächsischen Ländern lautet Overeducation. Mit Overeducation sind jedoch auch überdurchschnittliche (Aus-)Bildungs- und Verweilzeiten im Sekundarschulwesen gemeint, die im deutschen Begriff der Überakademisierung nicht eingeschlossen sind. Während sich dieser auf ein Überangebot an akademisch Qualifizierten auf dem Arbeitsmarkt bezieht, stehen im Fokus des Begriffs Overeducation die individuellen Arbeitsmarktrisiken für Menschen, die beim Berufseinstieg freiwillig eine Tätigkeit unterhalb ihres Qualifikationsniveaus wählen oder dazu gezwungen sind. Überakademisierung und Overeducation hängen jedoch eng zusammen und werden hier gemeinsam betrachtet.
Das Hauptproblem beim Versuch, den Begriff zu objektivieren, besteht darin, zu beurteilen, welche der im Studium erworbenen Kompetenzen die betreffende Person vermutlich in der Praxis des später ausgeübten Berufes nie wird anwenden müssen. Relativierend ist festzuhalten, dass ökonometrische Studien die gesamtwirtschaftlichen Folgen einer für die konkrete Tätigkeit nicht ausreichenden Qualifikation im Vergleich zur Überqualifizierung als geringeres Problem einschätzen.

## Geschichte der Klage über „zu viele Akademiker“ und die Erhöhung von beruflichen Anforderungen

### „Zu viele Akademiker und Menschen, die es werden wollen“
Kritik an zu vielen und zu lange Studierenden ist nicht neu. Insbesondere im tendenziell bildungsfeindlichen Nationalsozialismus wurde das Studium nicht unmittelbar nützlicher Fächer zugunsten eines Körper-, Wettkampf- und Heroenkults und der Idee einer homogenen Volksgemeinschaft ohne Statusunterschiede abgewertet. Insbesondere wurden Frauen – allerdings nur bis kurz vor Kriegsausbruch – Opfer einer bildungsfeindlichen Politik durch Begrenzung des Zugangs zur tertiären Ausbildung.
Auch im Nachkriegsdeutschland wurden von konservativen Kreisen, häufig von Lehrerverbänden des Sekundarschulwesens, immer wieder Bedenken gegen eine Overeducation und Überakademisierung erhoben. Dieses Argument war oft verbunden mit Einwänden gegen die grenzenlose Durchsetzung des Elternwillens bei der Schulwahl und dem Hinweis auf die vermeintliche Ausschöpfung der Begabungsreserven. Neuerdings wird verstärkt der fehlende Praxisbezug der Gymnasial- bzw. akademischen Bildung kritisiert, so zuletzt wieder seitens des Deutschen Philologenverbands 2013.
Zusätzlich wird die Diskussion langer Schul- und Studienzeiten durch fehlende junge Beitragszahler in den Sozialkassen, vor allem der Rentenversicherung geprägt. Das Missverhältnis zwischen Leistungsbeziehern und Beitragsleistenden verschärft sich nachhaltig.
Von sozialdemokratischer und gewerkschaftlicher Seite wird die Steigerung der Studienanfängerrate eines Jahrgangs von 11 Prozent im Jahre 1970 auf 55 Prozent im Jahre 2013 hingegen immer noch als unzureichend angesehen: Kinder von Nicht-Akademikern und insbesondere Migranten seien weiterhin unterproportional an der Gesamtzahl der Studierenden beteiligt.
Auch anti-elitäre Bewegungen und Einstellungen in Demokratien kritisieren eine angebliche oder tatsächliche Überakademisierungsfalle (overeducation trap), so z. B. in den seit 1776 notorisch elitefeindlichen USA oder in Südkorea. Die Falle bestehe darin, dass High-School-Absolventen sich gezwungen sehen, einen College-Abschluss anzustreben, da sie sehen, dass selbst Collegeabsolventen oft nur anspruchslose, schlecht bezahlte Jobs erhalten. So würden immer mehr staatliche Ressourcen ohne nachhaltige Wirkung ausgegeben. Ähnlich wird in Deutschland argumentiert, dass Abiturienten, die (vor allem aufgrund schlechter Noten) keinen attraktiven Arbeits- oder Ausbildungsplatz erhalten, sich gezwungen sehen, ein Studium anzuschließen, oder dass Bachelors, die keinen attraktiven Arbeitsplatz erhalten, einen Masterstudiengang anschließen. Studienabschlüsse werden so „zwar wichtiger, aber weniger wert“.
Oft versuchen auch Berufsverbände wie die American Medical Association den professionellen Nachwuchs durch Studienbeschränkungen quantitativ zu begrenzen und dadurch die Einkommen ihrer Mitglieder hoch zu halten. Eine Überakademisierung beklagen aber auch Verbände, die ihre Ausbildungsprogramme in unmittelbarer Konkurrenz zum Hochschulbesuch sehen, v. a. die Handwerkskammern.
Seit der ersten PISA-Studie und den zunehmenden Klagen über Fachkräftemangel dürfte zwar Konsens darüber bestehen, dass auch in Deutschland noch Begabungsreserven erschlossen werden können und müssen; kein Konsens besteht freilich hinsichtlich der Frage, ob dies durch Stärkung der akademischen oder beruflichen (und hier wiederum: im Rahmen einer dualen, vollzeitschulischen oder kooperativen Ausbildung?) geschehen solle. An Stelle der pauschalen Frage nach Über- oder Unterausbildung der jungen Menschen treten die Fragen nach der optimalen Ressourcenallokation auf die verschiedenen Zweige des Ausbildungssystems und die Forderung nach Verkürzung der rein schulischen, praxisfernen Ausbildungsanteile. So stellte die Hessen-Agentur (eine Dienstleistungsagentur des Landes Hessen für Wirtschaftsförderung) fest, dass die Ausbildung in zweijährigen Ausbildungsgängen für Assistenzberufe an höheren Berufsfachschulen oft nur gewählt wird, weil betriebliche Ausbildungsplätze fehlen. Die vollzeitschulische Ausbildung sei aber zu praxisfern und führe zu Schwierigkeiten beim Einstieg ins Erwerbsleben. Viele Absolventen strebten direkt nach der Ausbildung daher eine Weiterbildung an. Auch das BIBB stellte 2006 bei einem Vergleich der Arbeitsmarktschancen von dual und vollzeitschulisch ausgebildeten Absolventen bessere Arbeitsmarktchancen der Absolventen des dualen Systems und höhere Abbruchquoten bei der vollzeitschulischen Ausbildung fest. Trotz dieser Probleme neigten die Berufsschulen dazu, ihre Angebote zu „verfestigen“ und gingen damit zu wenig auf lokale Arbeitsmarktbedürfnisse ein.
Selbst die OECD, die jahrelang Deutschland wegen angeblich zu geringer Akademikerquoten rügte, neigt in den letzten Jahren zu der Auffassung, dass das deutsche stark praxisbezogene duale Ausbildungssystem eine Reihe von Vorteilen gegenüber einer rein schulischen oder akademischen Berufsbildung aufweise und als Vorbild gelten könne.
Insbesondere bezogen auf Südeuropa kam angesichts der hohen Jugendarbeitslosigkeit nach den immer noch sichtbaren negativen Arbeitsmarktfolgen der Finanzkrise von 2008–2012 die Frage auf, ob dort nicht zu viele Jugendliche zu lange am Fachkräftebedarf vorbei ausgebildet wurden bzw. werden. Der Vergleich der Arbeitslosenquoten in Ländern, die ihre Studierendenquoten stark ausgebaut haben wie Frankreich, Spanien, Italien und Großbritannien, mit denen in Deutschland, Österreich und der Schweiz – so der Pädagoge Karl-Heinz Dammer – zeige, dass die humankapitaltheoretische These von der Korrelation wirtschaftlichen Erfolgs mit einem hohen formalen Bildungsniveau nicht zutreffe und die akademische Bildung vor allem eine sozialsymbolische Bedeutung besitze.
Bezogen auf Deutschland ergab jedoch im Jahr 2020 eine Analyse von Vergütungsfachleuten der Internetplattform Gehalt.de, der mehr als 740.000 Gehaltsdatensätze zugrunde lagen, dass das Lebenseinkommen von Menschen mit einem Bachelor- oder Master-Abschluss in der Regel deutlich höher ist als das von nicht-akademischen Fachkräften. Richtig sei zwar, dass 25-Jährige, die nie studiert hätten, durchschnittlich ein kumuliertes Einkommen von 132.000 Euro erzielt hätten, während Gleichaltrige mit einem Bachelor-Abschluss 122.000 Euro verdient hätten und solche mit einem Master-Abschluss erst ins Berufsleben starteten. Am Ende ihres Berufslebens hätten jedoch Akademiker durchschnittlich 2,85 Millionen Euro verdient, nicht-akademische Fachkräfte hingegen nur 1,9 Millionen Euro.

### Angeblich „unnötige“ bzw. kontraproduktive Akademisierung bisher nicht-akademischer Berufe
Überakademisierung ist auch ein Abwehrargument gegen Bestrebungen, eine Hochschulzugangsberechtigung bzw. einen Studienabschluss zur Eingangsvoraussetzung für den Beginn einer Berufsausbildung bzw. der Ausübung eines bestimmten Berufs zu machen.
Derartige Forderungen nach einer Akademisierung der Ausbildung kamen und kommen in Deutschland vor allem im Gesundheitswesen insgesamt, insbesondere in den Bereichen Pflege, Physiotherapie, Logopädie sowie im Bereich frühkindliche Erziehung und Bildung auf. Aber auch von den Gewerkschaften kamen Forderungen nach der Akademisierung der Ausbildung z. B. der Fluglotsen zum Verwaltungswirt, was mit gehaltspolitischen Argumenten begründet wurde.
Einen Trend zu einer „Überakademisierung“ eines Berufsfeldes meinen z. B. Kritiker der von der Pflegekammer Niedersachsen im Dezember 2018 veröffentlichten Analyse zu erkennen, der zufolge es einen „[d]eutliche[n] Handlungsbedarf zur Akademisierung der Pflegefachberufe“ gebe. Dadurch werde der Pflegenotstand verschärft, der auch aus einem Mangel an Fachkräften resultiere. Dieser werde sich verschärfen, wenn eine Hochschulzugangsberechtigung und ein abgeschlossenes Studium zu neuen Voraussetzungen für das Erlernen und die Ausübung von Pflegeberufen würden. Auch werde der Druck, sich ständig fortzubilden, auf diejenigen, die als Pflegende tätig seien, zusammen mit dem relativ geringen Einkommen dazu führen, dass viele von ihnen den Beruf wechseln würden.
Doch zeigt die Covid-19-Pandemie, dass der Mangel an qualifizierten Pflegekräften z. B. in der Intensivmedizin ohne eine Akademisierung der Ausbildung kaum zu beheben ist, da die Anforderungen extrem hoch sind. In Deutschland hatten 2020 im Vergleich zu anderen EU-Ländern und vor allem zu den USA, wo die Akademisierung der Pflege schon 1909 einsetzte, die wenigsten Pflegekräfte studiert. 2020 wurde das grundständige Pflegestudium erstmals gesetzlich verankert, nachdem in ersten Modellversuchen in den letzten Jahren berufsqualifizierende Bachelorstudiengänge an die Hochschulen verlegt wurden. Der internationale Trend geht in Richtung der Verlegung der Praxisausbildung an die Hochschulen. Es gibt deutliche Anzeichen dafür, dass eine akademische Pflegeausbildung z. B. die infektionsbedingte Mortalität in den Krankenhäusern senkt, was auch für die USA nachgewiesen wurde.

### „Überproduktion von Eliten“ und die politischen Folgen
Peter Turchin, der durch Versuche zur mathematischen Simulation soziokultureller Evolution und demographischer Entwicklungen bekannt wurde, veröffentlichte 2010 einen Aufsatz, in dem er die von ihm erwartete politische Instabilität der kommenden Dekade ab 2020 vor allem auf eine Überproduktion akademischer Eliten bei gleichzeitig steigender Ungleichheit, sinkenden Reallöhnen, steigender individueller und staatlicher Verschuldung sowie sinkender Regierungseffizienz in vielen Ländern zurückführte. So sei seit Mitte der 1970er Jahre der Zuwachs der Zahl der Absolventen eines Jurastudiums in den USA sechsmal so hoch gewesen wie der Zuwachs der Bevölkerung. Viele dieser Juristen seien hochverschuldet, und mangels Aufträgen versuchten sie in der Politik reich und erfolgreich zu werden. Ähnliche Situationen habe es in den USA um 1870, 1920 und (1968–)1970 gegeben. Turchin sagte damals einen erneuten Protestzyklus für ca. 2020 voraus. Als Ausweg schlug er die Dämpfung der Effekte der Globalisierung, ein gerechteres Steuersystem mit höherem Spitzensteuersatz und die Begrenzung der Expansion des Hochschulsystems vor.

## Länderspezifische Entwicklungen

### USA
Der Begriff overacademization wird in den USA umfassender verwendet als der entsprechende deutsche Begriff. Dort spricht man kritisch von der Überakademisierung der Politik (infolge der Dominanz akademisch ausgebildeter Experten), des Kindergartens (im Sinne von Verschulung) usw.
Ökonomen der Duke University und der University of North Carolina in Chapel Hill kommen für die USA zu dem Schluss, dass Overeducation oder Overacademization im Einstiegsberuf besonders schädlich sei, und zwar vor allem in Krisenzeiten. 62 Prozent aller Berufsstarter seien gemessen an den Anforderungen overeducated, und 66 Prozent der Einsteiger, die beim Berufseinstieg einen Job angenommen hätten, der unter dem Niveau ihres akademischen Abschlusses liege, fänden später keine angemessene Tätigkeit. Frauen seien eher von diesen Folgen von Overeducation betroffen als Männer. Dabei ist allerdings zu beachten, dass ein Undergraduate-Studium in den USA eher mit der gymnasialen Oberstufe in einem deutschsprachigen Land vergleichbar ist als mit dem universitären Grundstudium. Die Stigmatisierung durch einen unterwertigen Berufseinstieg und die wirtschaftlichen, sozialen und psychischen individuellen Folgen der anschließend oft erfolglosen Suche nach einem der Ausbildung entsprechenden Arbeitsplatz werden mit overeducation scarring („Narbenbildung“) beschrieben. Der Philosoph Michael Sandel kritisiert, dass die in den USA zu beobachtende Überakademisierung und Tendenz zur Meritokratie die Demokratie zerstört. Deshalb fordert er den gesellschaftlichen Gegensatz von elitärer „akademischer Bildung“ einerseits und „praktischen Tätigkeiten“ in der Produktion andererseits zu überwinden und mit Orientierung auf das Gemeinwohl „die Würde der Arbeit“ wirtschaftlich, kulturell und politisch zu erneuern.
Wegen des starken Anstiegs der Studiengebühren in die USA (im Jahr 2010 durchschnittlich 30.000 US-Dollar pro Jahr für ein Bachelorstudium an einer Privathochschule und 9.000 Dollar an einer staatlichen Hochschule – jeweils ohne Unterbringungskosten) stieg auch die durchschnittliche Privatverschuldung erheblich: 2010 hatten ein Viertel der Haushalte mehr als 20.000 und sieben Prozent der Haushalte mehr als 50.000 Dollar Studienschulden. Die hohen Kosten für das Studium fördern paradoxerweise eine College-Auswahl durch die High-School-Absolventen, das dem shopping ritual beim Kauf eines Autos gleicht: Ausschlaggebend ist dabei immer öfter die „Erfahrung“ (experience), das Wohlgefühl, welches die Ausbildungsinstitution verspricht, nicht etwa education, und die Colleges kommen ihnen mit ihren Werbestrategien weit entgegen. Kredit- und Stipendienprogramme bewirken außerdem, dass die Eltern, die früher eher in Investitionskategorien gedacht haben, immer weniger Einfluss auf die Wahl der Hochschule ihrer Kinder nehmen. Vielmehr streben diese vor allem danach, unangenehme Erfahrungen zu vermeiden. Anschließend erreichen viele der Absolventen jedoch kein Einkommensniveau mehr, welches das Investment rentabel erscheinen lassen würde, oder sie erreichen es erst nach langer Zeit. Die Tilgung der Studienkredite erstreckt sich daher über immer längere Zeiträume.

### Deutschland
Deutschland fällt derzeit hinter die Vorgabe der Europäischen Union zurück, wonach 40 Prozent der 30 bis 34 Jahre alten Bürger der Mitgliedsländer künftig einen Hochschulabschluss haben sollten.
Die Vorgabe der EU (40 Prozent Hochschulabsolventen unter den 30- bis 34-jährigen Bürgern eines Mitgliedsstaates) wurde von einigen EU-Ländern bereits in den 2010er Jahren deutlich überschritten, so von Litauen mit 57 Prozent. Während in Deutschland im Jahr 2014 knapp die Hälfte der Angehörigen eines Jahrgangs (2005: 36 Prozent) studierten, waren es im OECD-Schnitt gut 60 Prozent. Nach wie vor ist jedoch die Arbeitslosenquote von Absolventen eines Hochschulstudiums in Deutschland erheblich geringer als die von Absolventen einer dualen beruflichen Ausbildung oder gar von Menschen ohne Ausbildungsabschluss. Bisher hat sich noch kein Ende des Trends zur Akademisierung abgezeichnet. Eines der jüngsten Beispiele ist der Hebammenberuf, für den in Deutschland eine Richtlinie der EU aus dem Jahr 2012 (allerdings erst seit 2022) umgesetzt wird.
Kritiker halten dem entgegen, dass Menschen mit Bachelor-Abschluss oftmals nur deshalb eingestellt würden, weil es nicht genügend Interessenten mit einem für den Job „maßgeschneiderten Abschluss“ gebe. Beispielsweise besitzen Absolventen eines Wirtschaftsgymnasiums oder einer Ausbildung zum Industriekaufmann (zumindest in einem Großbetrieb) bereits Kenntnisse in Betriebswirtschaftslehre, Rechnungswesen, Controlling usw., die man in einem Bachelorstudium erst später und oft weniger praxisnah erwirbt.
Im Zusammenhang mit der Praxis der Jugendgarantie erhält Deutschland in jüngerer Zeit weniger Kritik an der im Vergleich geringen Studierendenquote. 2013 hatte die EU versprochen, dass jeder junge Mensch in der EU innerhalb von vier Monaten eine hochwertige Ausbildungs- oder Arbeitsstelle vermittelt bekommen werde. Es zeigte sich, dass am ehesten Länder mit einem dualen System der Berufsausbildung in der Lage sind, sich diesem Ideal in der Praxis anzunähern. Wichtig sei es vor allem, dass Fachkräfte herangebildet würden, deren Qualifikationen auf die Bedürfnisse der Wirtschaft zugeschnitten seien. Kontraproduktiv seien in diesem Zusammenhang sowohl Fehlqualifizierungen von Akademikern als auch ein niedriges Kompetenzniveau der von der Wirtschaft Aufzunehmenden.
Der Trend, sich für ein Studium anstelle einer betrieblichen Ausbildung zu entscheiden, ist in Deutschland stark geschlechtsspezifisch ausgeprägt, was auch mit den jeweiligen Fachrichtungspräferenzen zusammenhängt. Während die Zahl der Ausbildungsverträge mit jungen Männern weniger stark sinkt, drängen junge Frauen weiterhin in vollzeitschulischen Berufsausbildungen für Gesundheits-, Erziehungs- und Sozialberufe und nehmen auch häufiger ein Studium auf. Auch Zugewanderte streben immer häufiger ein Studium anstelle einer dualen Berufsausbildung an, jedoch brechen es 41 Prozent wieder ab.
Julian Nida-Rümelin kritisierte in seinem Buch „Der Akademisierungswahn“ von 2014, dass gerade in Berufsfeldern, die der angeleiteten Praxis bedürfen, infolge der zunehmenden Akademisierung die Praxis wegbreche, während im modularisierten und eng spezialisierten Bachelorstudium die theoretische Reflexion und der Blick für Zusammenhänge verloren gingen. Dem wurde entgegnet, dass der Widerstand gegen eine Akademisierung des Erzieherberufs vor allem deshalb hartnäckig sei, weil man bislang Erzieher als Nicht-Akademiker deutlich schlechter bezahlen könne als etwa Lehrkräfte an einer Grundschule, die ein Studium erfolgreich absolviert haben müssen. Zu berücksichtigen ist auch, dass vor der Einführung von Bachelor-Studiengängen in Deutschland Studierende, die die Hochschule nach zwei oder drei Jahren verließen, keinen Abschluss besaßen und als „Studienabbrecher“ (oder euphemistisch als „Menschen mit Hochschulerfahrung“) bewertet wurden. Die Skepsis gegenüber dem kurzen Bachelorstudium, das u. a. die Abbrecherzahlen senken sollte und nur einen ersten Einblick in wissenschaftliche Arbeitsmethodiken, aber keinen vollwertigen Ersatz für eine duale Ausbildung bietet, bleibt daher bei vielen Personalverantwortlichen erhalten.
Nida-Rümelin, als Sozialdemokrat kein Gegner einer guten Bildung für viele, fühlt sich teilweise missverstanden: Ihm liege nichts ferner als zielstrebige junge Menschen vom Studium fernzuhalten. „Jeder, der die Begabung dafür besitzt“, betonte er 2016, „sollte unbedingt studieren.“ Ihn störe nur „die grobschlächtige Pauschalisierung vieler Studienbefürworter“, deren These: „Akademiker verdienen am besten und sind seltener von Arbeitslosigkeit bedroht“ zu undifferenziert sei.
Nach einer Umfrage des Deutschen Industrie- und Handelskammertages (DIHK) gaben 2015 nur 47 Prozent der Unternehmen an, dass Berufseinsteiger mit einem Bachelor-Abschluss ihre Erwartungen erfüllten. Jedem 5. Bachelor wird während der Probezeit gekündigt, hingegen nur jedem 10. Master. Das habe mit der geringen Praxisorientierung des Bachelorstudiums und mit ungeeigneten Auswahlverfahren zu tun. Hingegen waren 2007 noch 67 Prozent aller befragten Unternehmen mit den Absolventen zufrieden. Gerade kleine Unternehmen – so die Kritiker – könnten keine Traineeprogramme organisieren, um die Praxisferne des Studiums systematisch zu kompensieren. Sie seien auf Praktika angewiesen, in denen die Eignung von Bewerbern ausgetestet werden kann, weil man sich auf die praktische Relevanz der Abschlüsse nicht verlassen könne. 6 Prozent der offenen Stellen für Akademiker wurden von den in der Studie JobTrends Deutschland 2015 des Staufenbiel-Instituts befragten (meist größeren) Unternehmen für Trainees angeboten, nur 27 Prozent für Absolventen, aber 44 Prozent für Praktikanten – in den Wirtschaftswissenschaften sind es sogar weit mehr.
Das Institut für Arbeitsmarkt- und Berufsforschung (IAB) gab 2016 (basierend auf Daten von 2013) an, dass 43 Prozent der deutschen Erwerbstätigen auch auf Arbeitsplätzen mit hohen Anforderungen formal überqualifiziert seien. Im europäischen Vergleich sei dies ein hoher Wert. Dieser grundsätzliche Befund gelte aber auch europaweit vor allem für jüngere und ältere Menschen und insbesondere für landwirtschaftliche und Dienstleistungsberufe. Erklärt wird dies von den Autoren durch ein wenig fokussiertes Studium und Mangel an Praxis, die zu einem Berufseinstieg unterhalb der formalen Qualifikation führen. Die individuellen returns on investment sind in Deutschland bei passender Qualifikation im europäischen Vergleich mit 16 Prozent recht hoch, bei geringer Qualifikation mit 13 Prozent nur unwesentlich niedriger, aber bei Überqualifizierten mit 7 Prozent im europäischen Vergleich sehr niedrig.
Einer weiteren deutschen Studie zufolge gibt es Anzeichen dafür, dass Overeducation beim Jobeinstieg problematischer für die künftige berufliche Entwicklung sei als längere Sucharbeitslosigkeit, die zu einem qualifikationsadäquaten Berufseinstieg führt. Overeducation von Bewerbern ist mehreren dieser Studien zufolge für Arbeitgeber ein negativeres Signal als Arbeitslosigkeit. Deutsche Politiker ziehen aus der befürchteten Bachelor-Schwemme jedoch öfter die Konsequenz, mehr Absolventen zu Master-Studiengängen zuzulassen, wobei unklar ist, ob es dadurch nicht nur zu einer Problemverschiebung auf die nächsthöhere Ebene kommt.
Durch subjektiv ungünstig bewertete Erfolgs- und Beschäftigungsaussichten lassen sich Arbeiterkinder leichter von einem Universitätsstudium abhalten als Jugendliche aus höheren Schichten, die ihre Ausbildungsentscheidung weniger auf arbeitsmarktbezogene, sondern auf Statuserwägungen gründen und aufgrund der Familientradition ohnehin kaum Alternativen zum Studium sehen. Während also Arbeiterkinder zu Rational-Choice-Verhalten neigen, trifft das in Bezug auf die Studierentscheidung von Frauen offenbar seltener zu. Das DIW kommt in einer Studie zu dem Schluss, dass die geringeren Einkommen von Frauen in Deutschland jedenfalls nicht durch kürzere (schulische) Ausbildungszeiten verursacht werden. Im Gegenteil zahlte sich für Frauen eine längere als die für bestimmte Berufe unbedingt geforderte Ausbildungszeit kaum aus. Außerdem führe Overeducation zu geringerer Zufriedenheit im Beruf. Aufgrund des Trends, dass Mädchen eher eine vollzeitschulische Ausbildung wählen, leiden sie besonders unter der geringen Verzinsung zusätzlicher Ausbildungsinvestitionen. Hinzu kommt der allgemein sinkende Bedarf für Büroberufe mit vollzeitschulischer Ausbildung.
Der Spiegel kritisierte 2013 die seiner Ansicht nach falsche Stoßrichtung der Diskussion: „Grundsätzlich falsch wäre es, Hochschulstudium und Berufsausbildung gegeneinander auszuspielen. Es muss darum gehen, insgesamt das Bildungspotential besser auszuschöpfen. Ein Ansatzpunkt ist es, die mit 1,5 Millionen viel zu hohe Zahl der jungen Erwachsenen ohne abgeschlossene Berufsausbildung und ohne weitere Qualifikation zu verringern.“ Weder eine Unter- noch eine Überakademisierung sei 2013 in Deutschland ein reales Problem. Die Probleme lägen eher in der sozialen Mobilität („Wer schafft es, einen Hochschulabschluss zu erwerben?“) und in der Ausschöpfung der Bildungsreserven am unteren Bereich der Qualifikationshierarchie („Wie können wir Schul- und Ausbildungsabbrechern zu einem Abschluss verhelfen?“).
Die Bundesvereinigung der Deutschen Arbeitgeberverbände (BDA) und der Bundesverband der Deutschen Industrie (BDI) erklärten 2014: „Die laufende Diskussion über eine mögliche ‚Überakademisierung‘ überlagert die gegenwärtigen bildungspolitischen Herausforderungen. Fehlende Ausbildungsreife, mangelnde Berufsorientierung, hohe Abbruchzahlen in Schule und Hochschule sowie eine immer noch hohe Zahl von Menschen ohne jeglichen Berufsabschluss sind die eigentlichen aktuellen Herausforderungen in der Bildungspolitik. Diese Defizite müssen wir verringern – durch mehr Qualität im Bildungssystem und durch die richtigen Weichenstellungen in der beruflichen Bildung. ‚Wir brauchen alle!‘ […]“
Mit Hilfe einer „Jobampel“ lieferte Der Stern bis Mitte der 2010er Jahre regelmäßig aktuelle Informationen für Studierwillige, Studierende und Akademiker über die Arbeitsmarktlage bei den 26 häufigsten Studiengängen in Deutschland. Bei allen Versionen war zu erkennen, dass es zu jeder Zeit akademische Studiengänge und Berufe gab, in denen das Angebot an Bewerbern niedriger war als die Nachfrage nach ihnen, dass es aber zum gleichen Zeitpunkt auch Studiengänge und Berufe gab, in denen das Gegenteil der Fall war. Nur in wenigen Fällen zeigte die „Ampel“ über die Jahre hinweg konstant dieselbe Farbe.
Die Gewerkschaft Erziehung und Wissenschaft (GEW) bewertete 2017 Klagen seitens der Wirtschaft über Fehlentscheidungen von Schulabgängern als unglaubwürdig. Seit 2011 habe sich der Anteil der Unternehmen in Deutschland, die sich an der Berufsausbildung beteiligen, von 25 auf 20 Prozent verringert. 20.000 junge Leute, die 2016 einen Ausbildungsplatz gesucht hätten, seien zum 30. September 2016 arbeitslos gemeldet gewesen. Weitere 60.000, die gerne eine Lehre begonnen hätten, hätten sich für einen weiteren Schulbesuch oder die Aufnahme eines Studiums entschieden (20.000 unter den 60.000 Genannten hätten eine Hochschulzugangsberechtigung besessen). Insgesamt hätten im Herbst 2016 80.000 junge Leute der Bundesanstalt für Arbeit gegenüber erklärt, (weiterhin) an der Aufnahme einer dualen Berufsausbildung interessiert zu sein. Das beschriebene Verhalten der Firmen sei Indiz für die Ausbreitung einer „Trittbrettfahrer“-Mentalität, bei der Firmen gerne fertig ausgebildete junge Leute einstellen, die andere ausgebildet haben. So sank von 2008 (616.300) bis 2021 (473.000) die Zahl der neuen Ausbildungsverträge um 143.000. Im Jahr 2021 konnten 63.200 öffentlich gemeldete Ausbildungsplätze nicht besetzt werden. Im selben Jahr waren 24.600 Bewerber unversorgt. Zu dieser Zahl sind 43.200 Menschen im Übergangssystem hinzuzurechnen.
2021 konstatierte die Bundesagentur für Arbeit, dass die Arbeitslosigkeit von Bachelorabsolventen der Universitäten und Fachhochschulen mit 2 bzw. 3 Prozent kaum eine Rolle spiele. Auch Praktika und Übergangstätigkeiten wie Jobben oder Honorartätigkeiten beim Berufseinstieg seien in dieser Gruppe nicht verbreitet. Allerdings würden sich die 82 Prozent der Bachelors, die ihren Abschluss an der Universität erworben haben, 1,5 Jahre nach ihrem Abschluss in einem Masterstudiengang befinden. Von den Bachelor-Absolventen der Geisteswissenschaften ohne ein Masterstudium seien aber nach dieser Zeit nur 68 Prozent adäquat beschäftigt (2013 waren es aber noch weniger, nämlich 47 Prozent). In den Geistes- und Naturwissenschaften sowie in der Medizin ging der Zulauf zum Studium seit der Covid-19-Pandemie oder bereits vorher sogar zurück.

### Österreich
Der Befund des IAB, wonach in Deutschland in Tätigkeiten mit relativ hohen Qualifikationsanforderungen formal überqualifizierte Menschen beschäftigt sind, gilt in noch höherem Maße für Österreich. Der in Wien lehrende Philosoph Konrad Paul Liessmann spricht in seinem 2014 erschienenen Buch von der „Transformation höherer Schulen in sozialpädagogische Anstalten“, deren bewusste Abkehr von der anstrengenden Aufgabe, junge Menschen mit schwierigen aber „nutzlosen“ Inhalten zu konfrontieren, durch das unverbindliche Kompetenz-Konzept legitimiert werde, das sich an den je aktuellen Bedürfnissen der Schüler oder Arbeitgeber orientiere. Dessen Nutzen sei angesichts einer Zukunft, die niemand kenne, fraglich.

### Belgien
Ein ähnliches Ergebnis wie in der US-Untersuchung zeigt sich in einer belgischen Studie im flämischen Landesteil. Diese Autoren ziehen aber die Schlussfolgerung, dass man Überqualifizierte nicht schnell in irgendeinen Job vermitteln sollte, sondern dass sie ggf. lange Wartezeiten auf dem Arbeitsmarkt in Kauf nehmen müssten.

### England
In England hatte unter der New Labour-Regierung die Zahl höherer Sekundarschulabschlüsse zugenommen. Seit etwa 2010 stagnieren jedoch die Leistungen von 14- bis 19-Jährigen Sekundarstufenschülern, was auf die konservativen Schulreformen zurückzuführen sei, durch die die angebliche Inflation höherer Abschlüsse gestoppt werden sollte. Insbesondere wurde die Ausbildung in „teuren“ Fächern wie Medizin zurückgefahren; der Bedarf wurde zunehmend durch Einwanderer ersetzt.

### Südeuropa
Das Institut für Arbeitsmarkt- und Berufsforschung stellte für Spanien, Portugal, Italien und Griechenland fest, dass dort 29 bis 52 Prozent aller Beschäftigten auf Arbeitsplätzen, die eine mittlere Qualifikation erfordern, überqualifiziert sind. Erklärt wird dies durch den Mangel einer praxisrelevanten betriebsnahen Ausbildung. In Spanien, Griechenland, Italien, aber etwa auch in Nordmazedonien, Ungarn und Rumänien liegt der Anteil der 15-24-Jährigen, die sich in einer betrieblichen Ausbildung befinden, unter 5 Prozent. Gleichzeitig gibt es z. B. in Griechenland, Spanien und Nordmazedonien in dieser Altersgruppe ca. 40 bis 50 Prozent Absolventen mit höherem Sekundarschulabschluss und postsekundärer Bildung (d. h. ISCED-Level 3 und 4). Der Anteil der jugendlichen Arbeitslosen ist umso höher, je geringer die Beteiligung an betrieblicher Ausbildung ist. Verschärft wird die Tendenz zur Überakademisierung in Südeuropa durch eine geringe räumliche Mobilität auf dem Lande.
Spanien
Ramos und Sanromá argumentieren in einem Beitrag von 2011 im Gegensatz zu einigen der oben erwähnten Studien, dass arbeitslose Hochqualifizierte in Spanien zu lange nach einer ihrer Qualifikation entsprechenden Tätigkeit suchen und dafür zu lange Zeiten der (freiwilligen) Arbeitslosigkeit in Kauf nehmen. Von Overeducation kann man im Falle Spaniens jedoch wohl nicht sprechen, da hier jahrelang falsche Anreize gesetzt wurden, infolge welcher viele junge Menschen ohne adäquate Schul- und Berufsausbildung als Ungelernte hohe Löhne in der Baubranche erzielen konnten. So verzeichnet Spanien eine Schulabbrecherquote von 28 Prozent, die zum großen Teil durch Fehlanreize bedingt ist. Die schulischen Programme einer postsekundären Ausbildung sind zudem oft von kurzer Dauer und zweifelhafter Praxisrelevanz.
Italien
In Italien gilt vor allem der Mangel an praktischer Arbeitserfahrung als Hauptproblem der Überqualifizierten. Eine italienische Studie weist darauf hin, dass die Beschäftigung von Akademikern unterhalb ihres Qualifikationsniveaus Folge einer unfreiwilligen langen Arbeitslosigkeit ist. Insbesondere gilt dies für Geisteswissenschaftler. Eine Studie der Universität Kalabrien auf Basis der Berufsbiographien von Arbeitslosen zeigt, dass Überqualifizierte länger arbeitslos bleiben und über einen längeren Zeitraum größere Lohneinbußen erleiden als ihre passend qualifizierten Altersgenossen.
Hinzu kommen andere Faktoren wie das zu lange Verweilen junger Menschen in ihren Herkunftsfamilien. Diese Einflussgrößen verstärken sich wechselseitig negativ: Während junge Menschen in Italien im Schnitt mit 28 Jahren ihre Familie verlassen, liegt das entsprechende Alter in Deutschland bei 23, in Schweden bei 20 Jahren. Fast 65 Prozent der 18- bis 34-Jährigen wohnen in Italien mit mindestens einem Elternteil zusammen. Die Familie ersetzt den Sozialstaat und behindert die Arbeitsaufnahme, den regionalen Arbeitsmarktausgleich und auch die Auswanderung, obwohl 4 von 10 jungen Italienern bei lang anhaltender Arbeitslosigkeit prinzipiell auswanderungsbereit wären. Für Spanien gilt Ähnliches. Doch ist in Italien von 2003/04 auf 2009/10 die Zahl der Studienanfänger um 14 Prozent gesunken. Die Finanzmittel für öffentliche Hochschulen wurden noch stärker reduziert. Als Reaktion auf die Beschäftigungskrise hat sich jedoch die Zahl der Studierenden an privaten Hochschulen mehr als verdoppelt.
Griechenland
In Griechenland war anders als in Italien bei jungen Hochqualifizierten die Bereitschaft zur Auswanderung schon lange vor der Finanzkrise recht hoch. Die meisten jungen Arbeitslosen in Griechenland bekommen gar keine staatliche Unterstützung, weil sie von der Schulbank oder der Universität sofort in die Arbeitslosigkeit gehen und nie Sozialversicherungsbeiträge gezahlt haben. Hier wird eher die Gefahr einer massiven Talentabwanderung beschworen. Seit Beginn der Finanzkrise bis 2013 gingen etwa 150.000 Hochschulabsolventen und viele Schulabgänger ins Ausland, während die Hochschulen gleichzeitig schrumpften.
Portugal
Portugal stellt offenbar einen europäischen Extremfall dar: Hier sind die returns on education bei unzureichend qualifizierten Arbeitskräften, also die individuelle Verzinsung von Ausbildungsinvestitionen, sogar wesentlich höher als bei adäquat oder überqualifizierten. Das ist ein Hinweis auf das Vorherrschen von Einfacharbeitsplätzen in der Landwirtschaft, im Baugewerbe usw., die mit geringer formaler Qualifikation und nach weniger Schuljahren zugänglich sind.
Irland
Ähnlich wie in Portugal, wenn auch weniger extrem ist die Situation in Irland. Hier gab es zeitweise sogar eine Zuwanderung von akademisch Qualifizierten.

### Osteuropa
Eine meritokratische Logik, die Bildungssysteme, gesellschaftliche Strukturen und persönlichen Werthaltungen beeinflusst, führt in vielen Ländern Osteuropas zur Überbewertung formal-schulischer und universitärer Bildung und zur Abwertung der beruflichen Bildung, die als Ausbildung für die Leistungsschwächsten und sozial Benachteiligten gilt. Dieser Zusammenhang wird von Bildungsforschern z. B. für die Ukraine erforscht, die hinsichtlich ihrer Akademikerquote europaweit an der Spitze steht.

### Dritte Welt und Schwellenländer
Wegen des schleppenden Ausbaus des öffentlichen Hochschulwesens und fehlender Ausbildungsplätze in Unternehmen wächst in vielen Ländern die Zahl von mit hohen Renditeerwartungen betriebenen Privathochschulen rasch an, so z. B. in Chile und einigen Ländern Afrikas und Asiens. Das führt in vielen Fällen zur Gründung von Miniuniversitäten mit eng begrenztem Fächerspektrum, aber hohen Studiengebühren. Hier wird den Studierenden oft nur suggeriert, dass sie durch ihr Studium eine Berufsbefähigung erreichen oder dass ihre Zertifikate international anerkannt werden können. In diesem Zusammenhang muss wohl eher von „Scheinakademisierung“ gesprochen werden.
In vielen Ländern der Dritten Welt, aber auch in Schwellenländern herrscht jedoch kein genereller Akademikerüberschuss, sondern eher ein Mismatch in Bezug auf die im Lande nachgefragten Fachrichtungen, so dass Absolventen anderer Fächer sich zur Emigration genötigt sehen. Wegen der oft noch schwach entwickelten oder für die Bildungseliten als wenig attraktiv geltenden privaten Wirtschaftssektoren suchen viele Akademiker Stellen im öffentlichen Dienst, die jedoch nicht in entsprechender Anzahl vorhanden sind. So ist z. B. der Migrationsdruck auf Akademiker in Marokko hoch, da die Fachrichtungsstruktur der Mehrzahl der Absolventen kaum der Branchenstruktur und dem Arbeitsmarktbedarf entspricht. Aber auch die in Deutschland ausgebildeten marokkanischen Studierenden haben wegen der von ihnen präferierten Fächer (meist Informatik oder Elektrotechnik) oft nur geringe Berufschancen in ihrem Heimatland, da in Marokko eher Agraringenieure, Textil-, Bau- und Wasserbauingenieure nachgefragt werden. Hinzu kommt, dass die Ausbildung in Informatik wesentlich billiger ist als die in anderen technischen Fächern mit ihrem hohen Geräte- und Laboreinsatz und daher in Schwellenländern häufiger angeboten wird.

## Ursachen des stärkeren Strebens nach höheren Schul- und akademischen Berufsabschlüssen

### Rechtliche und institutionelle Vorgaben
Nach Art. 12 des deutschen Grundgesetzes besitzt jeder Deutsche das Recht, „Beruf, Arbeitsplatz und Ausbildungsstätte frei zu wählen“. Jeder, der die formalen Eingangsvoraussetzungen für den Beginn eines Studiums oder die Ausübung eines Berufs erfüllt, kann sich für einen entsprechenden Ausbildungs- bzw. Berufsgang entscheiden, sofern entsprechende Plätze für ihn frei sind. Ein zulässiges Hindernis für die Aufnahme eines Hochschulstudiums stellt für Bewerber mit einer Hochschulzugangsberechtigung vor allem die Zahl der zur Verfügung stehenden Studienplätze dar (neben Hindernissen wie z. B. den Erfordernissen, Lateinkenntnisse auf einem bestimmten Niveau oder erfolgreich absolvierte Praktika nachweisen zu müssen).
Der Staat ist einerseits nicht verpflichtet, die Zahl der Studienplätze der Nachfrage nach diesen anzupassen, und darf Auswahlverfahren wie die Anwendung eines Numerus clausus praktizieren. Studierwillige mit einer Hochschulzugangsberechtigung dürfen andererseits nicht mit der Begründung daran gehindert werden, ein Studium etwa in Kunstgeschichte oder Soziologie zu beginnen, dass es eine geringe Nachfrage nach Absolventen dieses Studiengangs auf dem Arbeitsmarkt gebe, solange sie nachweisen können, dass es in ihrem Wunschfach freie Studienplätze gibt. Das Bundesverfassungsgericht bewertet eine Berufslenkung (wie sie zur Zeit des Nationalsozialismus im Deutschen Reich sowie später in der DDR üblich war,) und eine Prüfung der Bedürfnisse des Arbeitsmarkts durch den Staat als Grundlage der Zuteilung von Studienplätzen als unzulässig.

### Genderaspekte
Allen Untersuchungen zufolge streben etwa seit dem Jahr 1990 und vor allem seit der Finanzkrise 2009–2012 immer mehr Frauen ein Studium an. Im Wintersemester 2003/2004 stieg erstmals die Anzahl der weiblichen Studienanfänger auf über 50 Prozent. Im Wintersemester 2020/21 lag erstmals auch die Zahl der weiblichen Studierenden insgesamt mit 1,480 Millionen über der Zahl der männlichen (1,467 Millionen).
Diese Entwicklung ist einerseits in der höheren Präferenz von Frauen für vollzeitschulische Ausbildungsgänge und Lernformen statt für eine Berufsausbildung im dualen System begründet. Das Studium erscheint als logische Fortsetzung einer schulischen Berufsausbildung. Andererseits schließen Frauen, die eine duale Berufsausbildung absolviert haben, häufiger als Männer ein Studium an die Erstausbildung an. Gleichzeitig messen sie praktischen Aspekten der Ausbildung wie Praktika im Studium und Sprachkursen einen höheren Stellenwert bei als dies männliche Studierende tun. Aus dem steigenden Anteil vollzeitschulischer beruflicher Ausbildungsgänge ergibt sich somit eine Art von Automatismus des Übergangs in ein Studium, wobei sie aber den Aspekt der Praxisnähe betonen.

### Irreführende Nutzensignale
Im Bestreben, Marktnischen zu besetzen, entwickelten viele Hochschulen spezialisierte Bachelorstudiengänge oder auch berufsbegleitende Weiterbildungsmaster, deren berufsqualifizierende Wirkung eher postuliert als belegt wurde. Auch ein Akkreditierungsverfahren kann das kaum verhindern. Im Zusammenhang mit einer von ihm kritisierten überspezialisierten und verkürzten Ingenieurausbildung (im Bauingenieurwesen gibt es heute fast 30 Spezialisierungen) spricht Norbert Gebbeken von einer „Scheinakademisierung“, die den Abnehmern oder den Ingenieurkammern die Verantwortung für die Überprüfung der Inhalte zuschiebt. Die von den Hochschulen in der Konkurrenz um Studienbewerber fahrlässig oder mit werblicher Absicht gesendeten Nutzensignale können bei den Nachfragern nach Studienplätzen falsche Einschätzungen hinsichtlich der Anforderungen und Berufschancen dieser Studiengänge und bei den Abnehmern der Absolventen falsche Vorstellungen hinsichtlich ihrer Einsetzbarkeit provozieren.

### Individuelle Fehlurteile
Als Ursache einer Überakademisierung oder einer (angeblich) „unnützen“ Ansammlung von Humankapital bei einzelnen Arbeitskräften (bzw. des Versuchs, diese zu erreichen) wird meist die falsche Nutzenschätzung eines Hochschulstudiums bzw. einer verlängerten Sekundarschulausbildung gesehen, die dann zu Arbeitslosigkeit oder aber zum Schul- bzw. Studienabbruch führen kann. Diese „falsche“ Nutzenschätzung kann durch eigene Statuserwägungen und unrealistische Einkommenserwartungen, aber auch durch Beeinflussung seitens der Eltern, Peer Groups oder Berater veranlasst sein. Aufgrund nicht hinreichender Eignung bzw. wegen der Fehleinschätzung berufspraktischer Anforderungen können sich formal Hochqualifizierte auch im Nachhinein als „nicht beschäftigungsfähig“ bzw. nicht genügend belastbar im angestrebten Beruf erweisen und früh in der Berufspraxis am Fehlen wichtiger Kompetenzen scheitern. Schließlich können sich gewählte Fächerkombinationen als ungeeignet oder unzureichend für den Studien- bzw. Berufserfolg erweisen.
Falsche Anreize im Bildungssystem, z. B. aufgrund von zu wohlwollenden Beurteilungen der individuellen Berufschancen oder der Studierfähigkeit durch Pädagogen, können die genannten Fehlentscheidungen verstärken. So kämpfen trotz immer besserer Schulabschlüsse immer mehr junge Menschen schon zu Beginn des Studiums mit fehlenden Grundlagenkompetenzen.
Im Fall einer „Flucht-Akademisierung“ versuchen einzelne Menschen mit Berufserfahrung, den Belastungen des von ihnen inzwischen als frustrierend empfundenen Berufsalltags dadurch zu entgehen, dass sie Führungspositionen in ihrem Berufsbereich anstreben, für die ein abgeschlossenes Studium Eingangsvoraussetzung ist. Dabei wird die geringe Nachfrage nach Absolventen (etwa des Studienganges Pflegemanagement) oft unterschätzt. Deutsche Krankenhäuser stellen Pflegekräfte mit akademischer Ausbildung nur zögerlich ein, da diese (auch aus Sicht potenzieller Arbeitgeber im Prinzip zu Recht) eine höhere Bezahlung als übliche Pflegekräfte erwarten. In Tarifverträgen wird dieser Erwartung allerdings nicht Rechnung getragen. Höhere Personalkosten würden das ohnehin enge Budget deutscher Krankenhäuser oftmals übermäßig belasten und Beitragserhöhungen bei den Krankenversicherungen erforderlich machen.
Die These, ein Pflegestudium ergebe nur dann einen Sinn, wenn der Betreffende auch tatsächlich Führungspositionen einnehmen könne, wird von Befürwortern einer Akademisierung der Pflegeberufe in Frage gestellt: „Kranke oder alte Menschen zu pflegen wird eine immer komplexere Aufgabe, auch angesichts der neuen technischen Möglichkeiten bei Diagnose und Therapie. Die Anforderungen an den Beruf und auch an die Ausbildung sind in mehrfacher Hinsicht gestiegen. In anderen Ländern wie den USA, Großbritannien, Schweden oder den Niederlanden ist es schon seit vielen Jahren selbstverständlich, dass medizinische Fachkräfte auf Hochschulniveau ausgebildet werden. Das liegt zum Teil am fehlenden Berufsbildungssystem, aber auch an der Erkenntnis, dass die Versorgung von Patienten mehr ist als Waschen, Füttern und zur Toilette begleiten.“ So werde es immer weniger als befremdlich empfunden, wenn „ganz normale Pflegekräfte“ einen Bachelor-Abschluss hätten.

### Falsche Einschätzung der Entwicklung der Arbeitsmarktlage
Durch vorübergehend hohe Nachfrage nach einer einzelnen Berufsgruppe kann es zum Phänomen einer sektoralen Überakademisierung – evtl. mit Bildung eines Schweinezyklus – sowie zu einer falschen Beurteilung von Tempo und Richtung des wirtschaftlichen Strukturwandels und dementsprechend zu einer falschen Einschätzung der Arbeitsmarktlage kommen. Typisch für diese Fallgruppe ist es, dass oftmals auch Experten zu Fehleinschätzungen gelangen. Generell besteht ein Problem darin, dass man bei Beginn einer Ausbildung eigentlich bereits wissen können müsste, wie die Arbeitsmarktlage zu dem Zeitpunkt beschaffen sein wird, zu dem man als voll ausgebildete Arbeitskraft dem Arbeitsmarkt zur Verfügung steht. Prognosen für die Lage in fünf oder mehr Jahren sind aber oftmals nur schwierig möglich. Besonders schwierig vorherzusagen ist das Verhalten des Staates als potenzieller Arbeitgeber, da z. B. die Zahl der eingestellten Polizisten, Lehrer oder Sozialarbeiter stark von politischen Entscheidungen abhängt und diese wiederum durch die Finanzlage des Staates beeinflusst werden. Konkret ist z. B. unklar, wie sich diejenigen Länder verhalten werden, die die Wiedereinführung eines 13. Schuljahrs an ihren Gymnasien beschlossen haben, d. h. wie viele der zusätzlich benötigten Gymnasiallehrkräfte tatsächlich in dem Jahr eingestellt werden, in dem es kein Abitur geben wird.
Falsche Arbeitsmarktprognosen sind selbstverständlich nicht nur unter markt-, sondern auch unter planwirtschaftlichen Bedingungen möglich, z. B. wegen einer zu optimistischen Einschätzung des technischen Entwicklungstempos. So wurden aus der Kybernetik-Euphorie der späten 1960er Jahre heraus in der DDR Facharbeiter für BMSR-Technik ein halbes Jahr länger als andere Facharbeiter, aber offenbar verfrüht und in viel zu großem Umfang ausgebildet, da die entsprechende Spezialausrüstung noch kaum verfügbar war. Daher wurden sie zum großen Teil wie gewöhnliche Elektriker eingesetzt.

### Krisenbedingter Mangel an beruflichen Ausbildungsplätzen
In Krisensituationen geht meist das Angebot an betrieblichen Ausbildungsplätzen zurück, vor allem in den Branchen, in denen zugleich auch die Arbeitslosigkeit steigt, wie es während der Weltfinanzkrise z. B. im Bankgewerbe, aber auch in vielen anderen Dienstleistungssektoren de Fall war. Zahlreiche jungen Menschen entscheiden in solchen Situationen dafür, ein Studium aufzunehmen, auch wenn sie dies vielleicht auch nur als Ausweichlösung ansehen. Während im Wintersemester 2008/09 2,025 Millionen Studierende an deutschen Hochschulen eingeschrieben waren, waren es 2013/14 schon 2,617 Millionen. Das entspricht einem Anstieg von etwa 29 Prozent in nur fünf Jahren. In den fünf vorhergehenden Jahren seit dem Wintersemester 2003/04 war die Zahl zeitweise sogar zurückgegangen und insgesamt nur minimal um 0,2 % gestiegen.

### Soziale Abwertung körperlicher Arbeit
Der Umfang schwerer körperlicher Arbeit hat gesellschaftlich zwar abgenommen, wird aber heute in Zeiten der Büroarbeit und des Schönheitsdrucks als relativ belastender und auch diskriminierender wahrgenommen als früher und zunehmend sozial abgewertet. Das drückt sich auch in diskriminierenden Stellenbewertungs- und Lohnsystemen aus, in denen körperliche Arbeit etwa im Vergleich zu Selbst- oder Sozialkompetenz tariflich abgewertet wird. Eine DGB-Studie aus dem Jahr 2018 kommt zu dem Ergebnis, dass 41 Prozent aller Menschen, die schwere körperliche Arbeit verrichten, keine oder nur geringe Wertschätzung durch ihre Vorgesetzten erfahren. 54 Prozent klagen darüber, dass ihr Arbeitsentgelt der Arbeitsleistung in sehr hohem oder hohem Maß nicht gerecht wird.

## Kritik

### Ungenaue Operationalisierung der Kategorie „ökonomische Fehlinvestition“
Ökonometrische Studien über das Phänomen Overeducation wie z. B. die von Baert, Cockx und Verhaest berücksichtigen meist nur die Dauer der sekundaren bzw. tertiären vollzeitschulischen Ausbildung in Jahren. Hierbei wird zu wenig unterschieden, ob z. B. ein Facharbeiter in einem Anlernberuf tätig wird und dabei gute Aufstiegschancen etwa zum Gruppen- oder Bandleiter hat oder ob etwa eine Geisteswissenschaftlerin sich als Vermittlerin in einem Jobcenter bewirbt. Ebenso wie das Konzept des Return on Education vernachlässigen diese Studien schwer messbare Faktoren wie die Motivation, das Verhältnis von Grundlagenbildung zu fachlicher Spezialisierung oder die Lernkultur. Es wird in diesen Studien auch selten hinreichend danach unterschieden, ob der überqualifizierte Eintritt in ein Beschäftigungsverhältnis Folge einer freiwilligen Suchstragie oder der einzige Ausweg nach langer Arbeitslosigkeit ist.
Investitionen in kulturelles Kapital (Zertifikate) können sich insbesondere dann als Fehlschlag erweisen, wenn der Inhaber wegen unzureichenden sozialen Kapitals (mangelnder Vernetzung) keinen Zugang zu den entsprechenden Positionen erhält – man denke etwa an die Rolle der Zugehörigkeit zu Studentenverbindungen, die für den Zugang zu gewissen Positionen nützlich ist. Didier Eribon spricht in diesem Zusammenhang von der Selbstexklusion der classes populaires.
Bei der empirischen wirtschaftswissenschaftlichen Analyse von Gender-Unterschieden im Hinblick auf Überakademisierung bzw. Overeducation werden insbesondere die Einflüsse des deutschen Steuerrechts (v. a. des Ehegattensplittings) auf das Erwerbsverhalten von Frauen und ihre Bildungsrenditen vernachlässigt.

### Infragestellung der Homo-oeconomicus-Perspektive
Grundsätzlicher ist der Einwand, dass der subjektive und objektive Wert eines Studiums für das Individuum und seine Identitätsbildung nicht mit ökonomischen und ökonometrischen Kategorien allein zu fassen ist („Bildungswert“, „Bildung als Konsum“, „nicht-monetäre Bildungsrendite“ oder Kulturelles Kapital). Es wird bezweifelt, dass reale Menschen typischerweise Kosten-Nutzen-Rechnungen auf genau die Art und Weise anstellen würden wie der Modellmensch „homo oeconomicus“, den die Ökonomik konstruiert. So kann eine Person mit Hochschulabschluss evtl. differenzierter argumentieren als ein Nicht-Akademiker und einzelne Sachverhalte oft besser in größere Zusammenhänge einordnen.
Jutta Ecarius und Kathrin Wahl haben 2009 herausgefunden, dass Kinder aus bildungsbürgerlichen Elternhäusern und Schüler, die erfolgreich das Abitur abgelegt haben, zu einem „legitimen Bildungsverständnis“ neigten. Dieses ziele nicht ausschließlich auf unmittelbare Verwertbarkeit ab, sondern integriere Bildung um der Bildung willen sowie persönlichkeitsbezogene Aspekte. Ziel sei in der Tradition des Humanismus eine „Veredelung des Menschen durch Bildung.“
Dass intrinsisch motivierte Studierende die Mahnungen des „homo oeconomicus“ bewusst ignorieren, zeigt sich darin, dass viele z. B. Soziologie oder Kunstgeschichte studieren, obwohl seit Jahrzehnten allgemein bekannt ist, dass die Nachfrage nach Absolventen dieser Fächer ständig weit das Angebot unterschreitet.
Allerdings zeigen verschiedene Untersuchungen, dass Menschen im Allgemeinen durchaus dazu neigen, dem „homo oeconomicus“ in sich zu folgen, indem ihnen ein „guter Verdienst“ und das Erreichen einer „angesehenen sozialen Position“ für die Studienfachwahl wichtiger geworden sind als vor der Bologna-Reform. Entsprechend spielen Sicherheit, Einkommen und Aufstiegsmöglichkeiten heute eine große Rolle bei der Studienfachwahl; der Wunsch nach Maximierung individueller intellektueller Kompetenzen, der z. B. die Frage, ob sich eine Promotion lohnt, gar nicht aufkommen ließe, ist in dieser Perspektive nicht vorrangig. Es geht eher um ein Optimierungsproblem hinsichtlich Aufwand (Zeit, Mühe, Geld) und Ertrag (Einkommen, Status).
Noch radikaler formuliert der französische Soziologe Emmanuel Todd, dass die Universitäten heute zu Maschinerien der Erzeugung sozialer Ungleichheit geworden seien. Das Studium sei länger als eigentlich nötig, um Kompetenzen zu erwerben. Die Universität zerstöre die durch die Verbreitung der Sekundärschulbildung erzielte relative Gleichheit, Hierarchisierung der Gesellschaft sei ihr vorrangiges Ziel.

### Überqualifizierung
Viele Kandidaten werden für eine ausgeschriebene Arbeitsposition als „überqualifiziert“ abgelehnt. Hierbei gehen viele Personalbeschaffer davon aus, dass überqualifizierte Kandidaten eine geringere Zufriedenheit mit ihrer Stelle haben und aufgrund des Boreout-Syndroms bald wieder kündigen. Ein „passender“ Kandidat wird daher gegenüber intelligenteren, besser ausgebildeten und erfahreneren Kandidaten bevorzugt. Hierbei spielt auch die Angst mit, dass sich eine hoch qualifizierte Person gegenüber weniger versierten Personen nicht unterordnet, oder dass eine weniger versierte Person auf die Fachkraft eingeschüchtert reagiert.
Studien zufolge sind überqualifizierte Kandidaten zwar tatsächlich unzufriedener, jedoch auch produktiver und bleiben in ihrer Position gleich lange wie weniger qualifizierte. Werden diesen Personen zudem mehr Entscheidungsfreiheiten genehmigt, steigt auch die Zufriedenheit.
Ende 2019 übten nach Auskunft der Bundesarbeitsagentur 4,05 Millionen sozialversicherungspflichtig Beschäftigte eine Tätigkeit aus, deren Anforderungsniveau unterhalb ihrer Qualifikation lag, was 12 % der 33,74 Millionen sozialversicherungspflichtig Beschäftigten entspricht. Bei Minijobbern lag der Anteil bei etwa 20 %.

### Unterqualifizierung
Insbesondere diejenigen Studierenden, die einen Bachelor-Abschluss vorweisen können, aber nicht zu einem Master-Studiengang zugelassen werden, stellen oftmals fest, dass sie in eine Sackgasse geraten sind. So kann man z. B. in den meisten deutschen Ländern ein Referendariat nur dann antreten, wenn man sein Studium mit einem Master-Abschluss beendet hat. Mit einem „Bachelor of Education“ kann man in der Regel in Deutschland nicht Lehrer werden, wird aber zumindest nicht wie ein Lehrer mit Regelausbildung besoldet. Auf die Kritik, warum „Bachelors of Education“ überhaupt ausgebildet werden, wenn es so gut wie keine Nachfrage nach derart Ausgebildeten ohne anschließende Höherqualifizierung, ja nicht einmal verpflichtende Berufspraktika im Rahmen der Ausbildung gibt, haben die Bundesländer bisher nur unzureichend reagiert. So benötigt man in Nordrhein-Westfalen im Rahmen der Lehrerausbildung ein Eignungspraktikum, ein Orientierungspraktikum, ein Kernpraktikum, ein 3-jähriges Bachelorstudium, ein 2‑jähriges Masterstudium und ein Referendariat. Ähnlich beschränkt sind die Berufsperspektiven des Bachelorstudiums in Wirtschaftspsychologie, das als „Warteschleife“ für das Psychologiestudium gilt. Solche Fehlentwicklungen müssen u. a. auf die zunehmende Konkurrenz der (vor allem privaten) Hochschulen um Studienanfänger in Nicht-NC-Fächern zurückgeführt werden, die sich auf Bildungsaufsteiger konzentrieren und niedrigere Abbrecherquoten als die staatlichen Hochschulen versprechen; ihre Absolventen scheitern jedoch oft an den Zulassungsbestimmungen für wirklich berufsqualifizierende Masterstudiengänge.

## Rundfunkberichte
- Andrea Lueg: AKADEMISIERUNGSWAHN – Studium als Normalfall, Deutschlandfunk – „Hintergrund“ vom 30. März 2015.